# Guinée aux Jeux olympiques d'été de 2012
La Guinée participe aux Jeux olympiques d'été de 2012 à Londres au Royaume-Uni du 27 juillet au 12 août 2012. Il s'agit de sa 10e participation à des Jeux d'été.

## Athlétisme
Légende
- Note : le rang attribué pour les courses correspond au classement de l'athlète dans sa série uniquement.
- Q = Qualifié pour le tour suivant
- q = Qualifié au temps pour le tour suivant (pour les courses) ou qualifié sans avoir atteint les minimas requis (lors des concours)
- NR = Record national
- N/A = Tour non-disputé pour cette épreuve

Hommes
| Athlète       | Épreuve      | Séries   | Séries | Demi-finales | Demi-finales | Finale   | Finale |
| Athlète       | Épreuve      | Résultat | Rang   | Résultat     | Rang         | Résultat | Rang   |
| ------------- | ------------ | -------- | ------ | ------------ | ------------ | -------- | ------ |
| Mamadou Barry | 1 500 mètres | 4:05.08  | 42e    | NC           | NC           | NC       | NC     |

Femmes
| Athlète       | Épreuve    | Séries   | Séries | Quarts de finale | Quarts de finale | Demi-finales | Demi-finales | Finale   | Finale |
| Athlète       | Épreuve    | Résultat | Rang   | Résultat         | Rang             | Résultat     | Rang         | Résultat | Rang   |
| ------------- | ---------- | -------- | ------ | ---------------- | ---------------- | ------------ | ------------ | -------- | ------ |
| Aissata Toure | 100 mètres | 13.25    | 24e    | NC               | NC               | NC           | NC           | NC       | NC     |

## Judo
La Guinée a qualifié 1 judoka.
| Athlète       | Compétition           | 1/16 de finale              | 1/8 de finale       | Quarts de finale    | Demi-finales        | Repêchage 1         | Repêchage 2         | Finale              | Finale       |
| Athlète       | Compétition           | Adversaire Résultat         | Adversaire Résultat | Adversaire Résultat | Adversaire Résultat | Adversaire Résultat | Adversaire Résultat | Adversaire Résultat | Rang         |
| ------------- | --------------------- | --------------------------- | ------------------- | ------------------- | ------------------- | ------------------- | ------------------- | ------------------- | ------------ |
| Facinet Keita | Plus de 100 kg hommes | Ricardo Blas Jr D 0002-0101 | Non qualifié        | Non qualifié        | Non qualifié        | Non qualifié        | Non qualifié        | Non qualifié        | Non qualifié |

## Natation
La Guinée a obtenu une place pour l'universalité de la part de la FINA. 
| Athlète     | Épreuve      | Séries  | Séries | Demi-finales | Demi-finales | Finale | Finale |
| Athlète     | Épreuve      | Temps   | Rang   | Temps        | Rang         | Temps  | Rang   |
| ----------- | ------------ | ------- | ------ | ------------ | ------------ | ------ | ------ |
| Dede Camara | 100 m brasse | 1:38.54 | 46e    | NC           | NC           | NC     | NC     |